# Serdž Tankijan
Serdž Tankijan (engl. Serj Tankian; Bejrut, Liban, 21. avgusta 1967) је jermensko-američki pevač, tekostopisac, kompozitor, multi-instrumentalista, pisac, muzički producent, pesnik i politički aktivista libanskog porekla. Najpoznatiji je kao pevač, kompozitor i klavijaturista rok benda System of a Down. Tokom svoje dosadašnje muzičke karijere, Tankijan je objavio 5 albuma sa grupom System of a Down, jedan sa grupom Serart, kao i dva solo albuma „Elect the Dead“ i „Imperfect Harmonies“, i živu orkestarsku verziju nazvanu „Elect the Dead Symphony“. 2002. godine Tankijan i Tom Morelo (gitarista grupe Rage Against the Machine i Audioslave) osnivaju neprofitnu organizaciju političkih aktivista, nazvanu „Axis of Justice“ (Osa Pravde). Takođe je osnovao i izdavačku kuću „Serjical Strike Records“.
Tankijan je rangiran kao 26. na listi „Hit Parader's“ top 100 metal pevača svih vremena.
21. avgusta 2011. godine, Tankijan je nagrađen medaljom jermenskog premijera zbog svojih doprinosa u priznavanju jermenskog genocida i unapređenju muzike.

## Biografija
Rođen je u Beirutu (Liban), 21. avgusta 1967, gde je živeo do svoje osme godine, a nakon toga se sa roditeljima i mlađim bratom Sevagom preselio u Los Anđeles, gde i danas živi. Uprkos tome što je rođen u Libanu, poreklom je iz Jermenije. Serdž se bavi i pisanjem poezije i do sada je izdao dve knjige. Prva je poezija „Cool Gardens“, koja ima 96 stranica sa slikama, a druga je objavljena 2011. i zove se „Glaring Through Oblivion“.
Osim što je stalan član benda i solo izvođač, Tankijan je pokrenuo i vlastitu diskografsku kuću – „Serjical Strike Records“, sa ciljem da se tu objavljuje i pušta muzika njegovih najdražih izvođača. Prvi projekt sa Serjical Strike-om nazvan je "Serart", a u njemu osim samog Serdža učestvuje i poznati jermenski muzičar, Arto Tunbojakjan,. SerArt je mešavina džeza, roka, hip-hopa, densa i eksperimentalne muzike. Godine 2007. izdao je svoj prvi solo album, nazvan „Elect the Dead“, a 2010. i koncertnu verziju „Elect the Dead Symphony“ u saradnji sa Oklendskim filharmonijskim orkestrom. Godine 2011, nedugo nakon što je objavljeno da se System of a Down ponovo okuplja, Serdž je objavio i drugi studijski album pod imenom „Imperfect Harmonies“. Serdžov treći solo album zvaće se „Harakiri“ i biće objavljen na leto 2012. godine. Kako je Serdž najavio, to je prvi od 4 albuma koji će biti objavljeni u skorijoj budućnosti.

## Diskografija
Solo
- Elect the Dead (2007)
- Imperfect Harmonies (2010)
- Harakiri (2012)
- Orca (TBA)
- Jazz-Iz-Christ (TBA)

Sa System Of A Down
- Toxicity (2001)
- Steal This Album! (2002)
- Mezmerize (2005)
- Hypnotize (2005)

Sa Serart
- Serart (2003)

Sa Jimmy Urine
- Fuktronic (TBA)

Sa Buckethead i raznim umetnicima
- Enter The Chicken (2005)
- Profanation (Preparation for a Coming Darkness) (2008)

Sa Tony Iommi
- Iommi (album)|Iommi (2000)

Sa Wyclef Jean
- Carnival Vol. II: Memoirs of an Immigrant (2007)

Ostalo
- California Nightmare (2012)